# 보조자 (기독교)

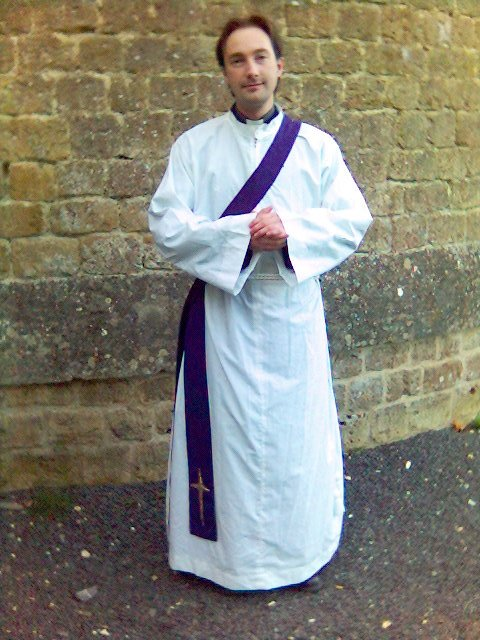
성공회 부제의 모습

보조자(補助者, 영어: deacon)는 옛 헬라어 디아코노스(διάκονος, diákonos)에서 유래된 기독교 내의 직분이다. 각 기독교별 교파에 따라 그 번역과 용례에는 여러 차이를 보이는데, 부제(副祭) 또는 보제(輔祭)는 사제를 보좌하는 성직자를 말하며, 집사(執事)는 평신도의 직분이다.

## 보조자의 유래

### 신약성서
신약성서의 사도행전에 따르면 사도들은 자신들을 도울 7명의 보조자(디아코노스)를 임명했는데, 그들을 보조자라고 한다. 실례로 보조자를 의미하는 Deacon은 일꾼, 행정가를 의미하는 헬라어 디아코노스에서 나온 말이다.

### 교회사
1세기 이후, 교황 클레멘스 1세 시대에 보조자는 주교를 보좌하며 여러 광범위한 일을 하였다. 그 이후 보조자를 각 교구의 7명으로 국한 시켰으며, 이의 전통이 이어져 교황을 직접 보좌하는 7개 교구의 교구장이 주교급 추기경으로 인정되었다.

### 보조자가 있는 교회
현재 보조자(Deacon)가 있는 기독교 교파로는 가톨릭교회, 정교회, 성공회, 구 가톨릭교회, 북유럽의 루터교 등이 있으며, 감리교에서 명칭은 수련목(修練牧, Deacon)이라 하나 보조자와 거의 같은 역할을 한다. 한국의 장로교에서는 '강도사'라는 제도가 있고, 한국의 루터교에는 북유럽 루터교회와는 다른 저교회인데 '준목'이라는 제도를 두고 있다. 그 밖의 대부분의 한국의 주류 개신교에서는 집사라고 하여 교회에서 봉사하는 평신도 직분으로 이해한다.

## 교파별 역할

### 로마 가톨릭과 성공회
- 성공회 및 북유럽 루터교회, 그리고 로마 가톨릭 모두 주교와 사제의 권한인 미사집전, 견진성사, 고해성사, 병자성사(조병성사), 성품성사(신품성사) 집전을 할 수 없다.
- 성공회와 완전한 상통 중인 유럽의 올드 가톨릭(Old Catholic), 북유럽 루터교회 등도 이와 같다.

#### 로마 가톨릭교회
- 로마 가톨릭교회에서 보조자는 영성체, 미사에 참석하지 못한 병자들을 위한 영성체(봉성체), 성경낭독(독서), 강론, 본당 행정보조, 평신도사도직의 수행, 혼배, 장례예절 등 다양한 직무들을 수행한다.
- 로마 가톨릭 교회에서 부제들은 일하고 있는 지역의 주교 및 사제의 권위 밑에 있어야 하며 내적 수련, 가능한 한 매일미사, 배당된 성무일도, 적어도 2년에 한 번씩의 피정, 성경독서 등을 포함하여 영신생활에 충실해야 한다.

#### 성공회
- 성공회에서 부제는 주교와 사제의 감사성찬례(미사)를 보조한다. 감사성찬례 집전시 보조자는 복음서낭독, 대도(교회와 사회를 위한 기도), 설교를 할 수 있다.
- 성공회에서 부제는 감사성찬례를 보조할 때, 영대 즉, 예복위에 걸치는 띠를 교차하여 맨다.

### 개신교회
- 개신교회에서는 만인제사장 설에 따라 집사(執事)의 지위가 평신도의 직분으로 바뀌면서 교회의 일상적인 운영에 참여하는 형태로 그 성격이 바뀌었다.[2]:63

## 교파별 서임 방법

### 성공회
- 성공회에서 부제가 되려면 부제 고시 합격후 부제 서품을 받아야 한다. 부제 고시에 응시하려면 성공회대학교 신학대학원 성직과정 또는 국외 성공회가 설립한 신학대학원 성직과정을 졸업해야 하며, 부제고시 과목은 성서통독, 성공회 신학과 교리, 예전학, 헌장과 법규, 선교학, 성공회사이다.[3]
- 성공회에선 종신부제가 있다.

### 로마 가톨릭교회
- 로마 가톨릭에서는 부제가 되는 방법이 2가지가 있다.

첫 번째는 성직 부제로서 사제가 되고자 하는 신학생들이 사제가 되기 전 1년에서 2년동안 부제 서품을 받고 부제 동을 하는 방법이다.
두 번째는 종신부제로서 사제가 되고자 함이 아니라 종신토록 부제가 되고자 하는 사람에게 수여되는 직책이다. 초기교회의 전통이 제2차 바티칸 공의회에서 부활하여 생긴 직책으로 4년간의 신학교 수업 후에 부제로 서품된다. 이 제도는 유럽과 미국에 널리 퍼져 있으며, 대한민국에서는 인정되지 않는다.

## 부제의 결혼
- 로마 가톨릭교회에서 성직부제의 경우 결혼이 절대 불가능하며, 종신부제의 경우 비혼자, 기혼자가 전부 부제서품을 받을 수 있다. 미혼자의 경우, 종신부제품을 받으면 결혼이 절대 불가능하며, 기혼자의 경우 만 35세가 넘어야 하며, 배우자의 동의를 얻어야 한다. 또한 배우자 사망 후에는 재혼할 수 없다.

- 동방정교회, 오리엔트 정교회와 동방 가톨릭교회에서는 부제가 되기 전의 결혼만을 인정한다.

- 성공회하고 북유럽 루터교회에서는 하느님께서 성직자의 결혼을 금하지 않았다는 신앙[4]에 따라 부제의 결혼이 가능하다. 물론 사제와 주교도 결혼이 가능하다.

## 같이 보기
- 필립비서 1:1
- 디모데전서 3:8
- 디모데전서 3:10
- 디모데전서 3:12
- 디모데전서 3:13
- 만인 제사장

### 내용주
1. ↑  공동번역성서 기준
2. ↑  가톨릭, 성공회 기준
3. ↑  동방 정교회 기준
4. ↑  개신교회 기준